# Висоцька Ірена Андріївна
Ірена Олексіївна Висоцька (нар. 9 грудня, 1953, Мукачеве Закарпатської області Української РСР) — дитяча письменниця, журналіст, двоюрідна сестра Володимира Висоцького.

## Біографія
Ірена Висоцька народилася 9 грудня 1953 року в родині кадрового військового, журналіста та літератора Олексія Висоцького. З 1956 року жила в Москві.
Закінчила факультет журналістики Московського державного університету.
Автор книг для дітей та юнацтва «Дари підземного мага» (2002), «Секрет Мурлисіна», «Мерехтливий острів», «Роза хаосу», альбому для школярів «Шедеври російського живопису» (2003).
В 2005 році видала книгу спогадів «Мій брат Висоцький. Біля витоків» про дитячі роки Володимира Семеновича Висоцького, в якій було вперше в книжковій формі опубліковано докладне генеалогічне древо родини Висоцьких, складене на основі сімейних матеріалів та досліджень київських краєзнавців Вадима Ткаченка та Михайла Кальницького. Книга була перекладена на польську мову в 2007 році, друге (розширене) видання російською мовою вийшло в 2008 році.
Під редакцією і з передмовою І. О. Висоцької в 2010 році вийшла документальна трилогія Олексія Висоцького «Весна в Берліні».
Член Спілки журналістів СРСР та Спілки письменників Росії.

### Сім'я
- Брат — Олександр Олексійович Висоцький (1945–1992), журналіст, письменник, мав спортивні звання по академічному веслуванні, срібний призер чемпіонату світу 1970 року в Сент-Кетрінсе (Канада) у вісімці.
- Чоловік — Олександр Михайлович Шелепанов (1954–1999), журналіст.

## Книги Висоцької
- Дары подземного мага: повесть-сказка. Москва: Астрель, 2002.
- Шедевры русской живописи. Серия «Детский музей. Русская живопись» (співаторство з В. Порудомінським та М. Кондратовичем; Москва, 2003).
- Мой брат Высоцкий. У истоков (в книге — около 100 фотографий из семейного архива). Москва: Ризалт, 2005; 2-е (дополненное) издание. — 2008.
- Irena Wysocka. Mój brat Wysocki. U źródeł. Перевод на польский язык Дануты Сиесс-Кжишковской (Danuta Siess-Krzyszkowska). Краков: Collegium Columbinum, 2007.